# Kilima
Kilima là một chi nhện trong họ Araneidae.